# 대한민국 형법 제146조
대한민국 형법 제146조는 특수도주에 대한 형법각칙의 조문이다.

## 조문
제146조(특수도주) 수용설비 또는 기구를 손괴하거나 사람에게 폭행 또는 협박을 가하거나 2인 이상이 합동하여 전조 제1항의 죄를 범한 자는 7년 이하의 징역에 처한다.

第146條(特殊逃走) 收容設備 또는 機具를 損壞하거나 사람에게 暴行 또는 脅迫을 加하거나 2人 以上이 合同하여 前條第1項의 罪를 犯한 者는 7年 以下의 懲役에 處한다.

## 같이 보기
- 범인도피죄